# Aszot Karagjan
Aszot Karagjan (orm. Աշոտ Կարագյան, ur. 23 stycznia 1951 w Erywaniu) – ormiański szermierz reprezentujący ZSRR, dwukrotny medalista olimpijski i wielokrotny medalista mistrzostw świata.
Specjalizował się w szpadzie, choć walczył też we florecie. Na igrzyskach olimpijskich w Moskwie w 1980 roku reprezentacja ZSRR w składzie: Aleksandr Romankow, Władimir Smirnow, Sabirżan Ruzijew, Aszot Karagjan i Władimir Łapicki zdobyła srebrny medal we florecie drużynowym. Na tej samej imprezie razem z Aleksandrem Abuszachmietowem, Aleksandrem Możajewem, Borisem Łukomskim i Władimirem Smirnowem zdobył brązowy medal w szpadzie drużynowej. Były to jego jedyne starty olimpijskie.
Podczas mistrzostw świata w Göteborgu w 1973 roku razem z Igorem Waletowem, Wiktorem Modzolewskiem, Borisem Łukomskim i Siergiejem Paramonowem zdobył brązowy medal w szpadzie drużynowej. W tej samej konkurencji reprezentacja ZSRR z Karagjanem w składzie zdobywała też złote medale na mistrzostwach świata w Melbourne (1979) i mistrzostwach świata w Clermont-Ferrand (1981), srebrny na mistrzostwach świata w Hamburgu (1978) oraz brązowy na mistrzostwach świata w Buenos Aires (1977).